# XO-4
XO-4 — звезда в созвездии Рыси. Находится на расстоянии около 956 световых лет от Солнца. Вокруг звезды обращается, как минимум, одна планета.

## Характеристики
XO-4 представляет собой жёлто-белый карлик главной последовательности с массой и радиусом, равными 1,32 и 1,56 солнечных соответственно. Температура поверхности составляет около 6397 кельвинов. Возраст звезды оценивается приблизительно в 2,1 миллиарда лет.

## Планетная система

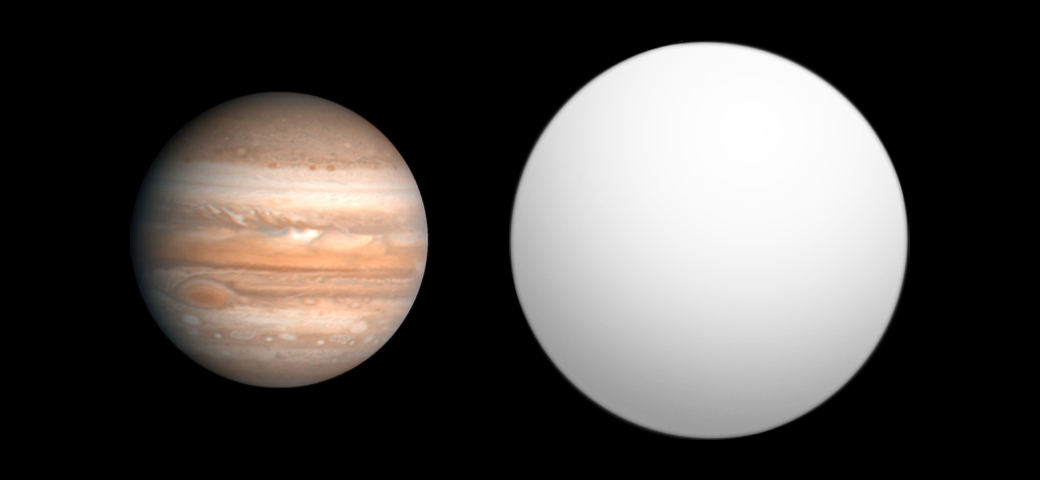
Сравнительные размеры XO-4 b и Юпитера.

В 2008 году командой астрономов, работающих с телескопом XO, было объявлено об открытии планеты XO-4 b в системе. Она принадлежит к классу горячих юпитеров — газовых планет, обращающихся очень близко к родительской звезде. Её масса и диаметр эквивалентны 1,72 и 1,34 юпитерианских соответственно. Полный оборот вокруг звезды XO-4 b совершает всего за 4 с лишним суток. Было проведено наблюдение около 100 циклов планеты; спектральные замеры показали отсутствие в системе XO-4 второго звёздного компаньона либо коричневого карлика. Наблюдения с помощью телескопа Субару и обсерватории им. Уиппла показали, что орбитальная ось планеты и ось вращения звезды не совпадают друг с другом, что говорит о произошедшей в прошлом миграции планеты. Согласно расчётам, причиной перемещения XO-4 b стало взаимодействие, скорее, с неизвестным крупным объектом, нежели с газопылевым диском системы.